# 宫尾城
宫尾城，又名「宫之城」，是位于日本廣島縣廿日市市宫岛町（旧安艺国佐西郡嚴島）的一座城堡。包括城堡在内的整个岛屿已被指定为国家特别史迹和特别名胜 ，并且也是濑户内海国立公园的一部分（详见嚴島）。

## 构造
宫尾城是圍繞嚴島西北部海拔30米的连郭式平山城堡。利用从宫岛主峰弥山延伸出来的半岛部分，将两个高处作为城堡的中心，并在周围建造多个防御区域。現在被稱為“要害山”的高處。 此外，還修建了護城河，將城堡內的兩個高處隔斷。虽然可能曾有土塁等防禦設施，但目前已無痕迹。
當時城堡北部山腳下的海岸线一直靠近，城堡三面都面向海洋，因此可以利用水军进行作战。这使得从海上运送物资和增援部队进入城堡变得容易。在1555年嚴島之戰中，孤立的宫尾城得到了毛利家家臣熊谷信直、高直、直清、廣真、三須隆经等人的支援。
根據《陰徳太平記》，宮尾城通常被認為是在嚴島之戰前的戰爭中匆忙建造的一座簡陋的城堡，但根據主要來源《棚守房顕覚书》的记载，宮尾城初次出现是在天文23年4月11日（1554年5月12日）被毛利軍佔領，推測在此之前是大內氏所建。毛利氏佔領後，动用1000名勞工耗時約一個月加强修缮，加強了結構和防禦，並在嚴島之戰中使用。 在这个时期的城池中使用石牆以固定易崩塌的地面是相当罕见的。
在《陰徳太平記》中记载毛利元就在嚴島之戰前建造宮尾城作為引诱陶晴賢的伏兵，但實際上，大內軍的軍事行動通常都会经过嚴島,因此宫尾城的建造可能与毛利的计谋无关。

## 历史发展
虽然通常认为毛利元就在嚴島之戰前建造宫尾城，但实际上该城堡在厳岛之战前就已经存在。
1554年4月，因防芸引分而佔領嚴島的毛利元成，在宫尾城驻扎守卫并开始修缮城堡。5月，陶晴贤的军队从海上袭击，但無法登陸。1555年10月16日，厳岛之战爆发，毛利方获得胜利。

## 展览馆

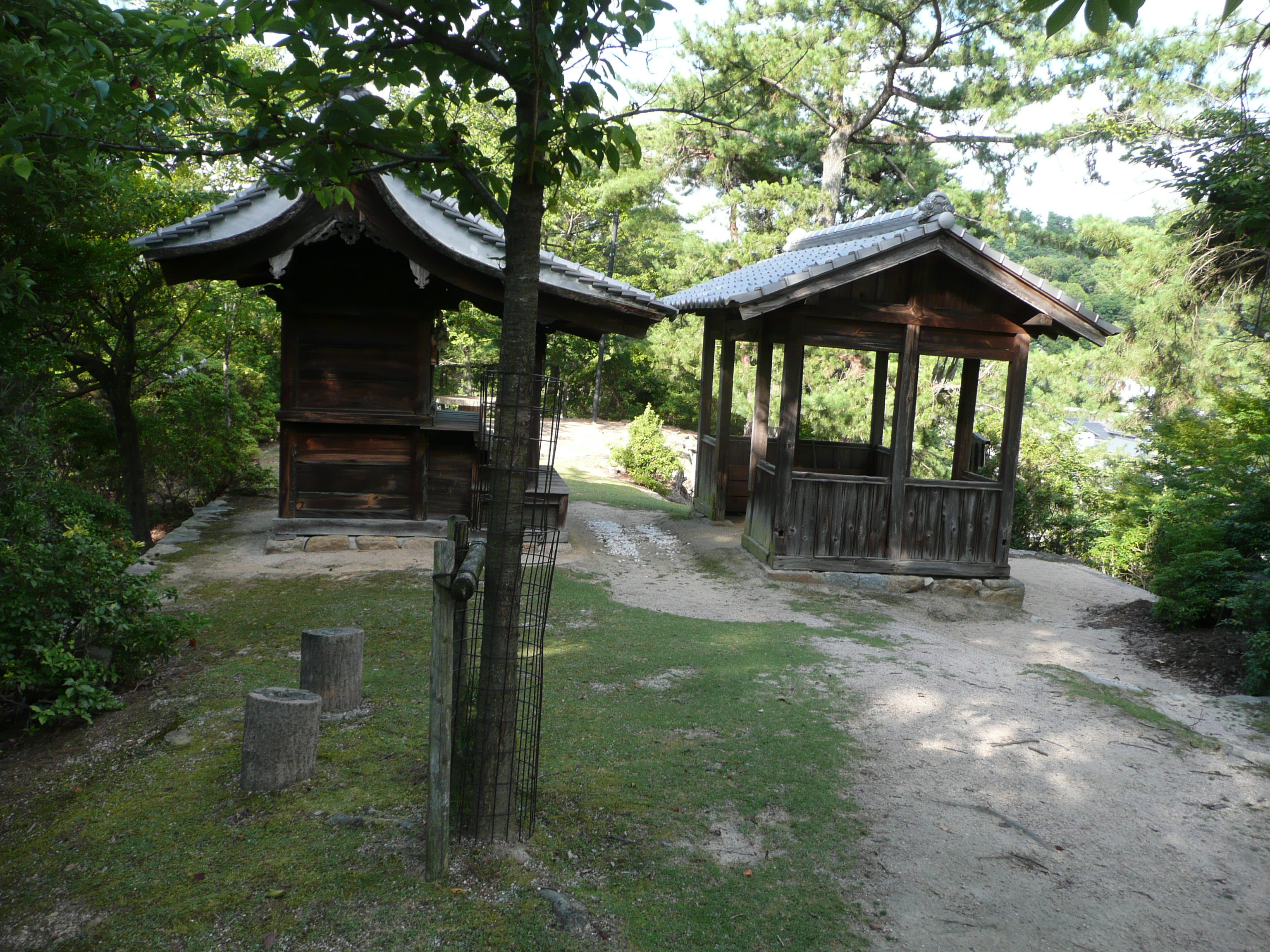
二之丸
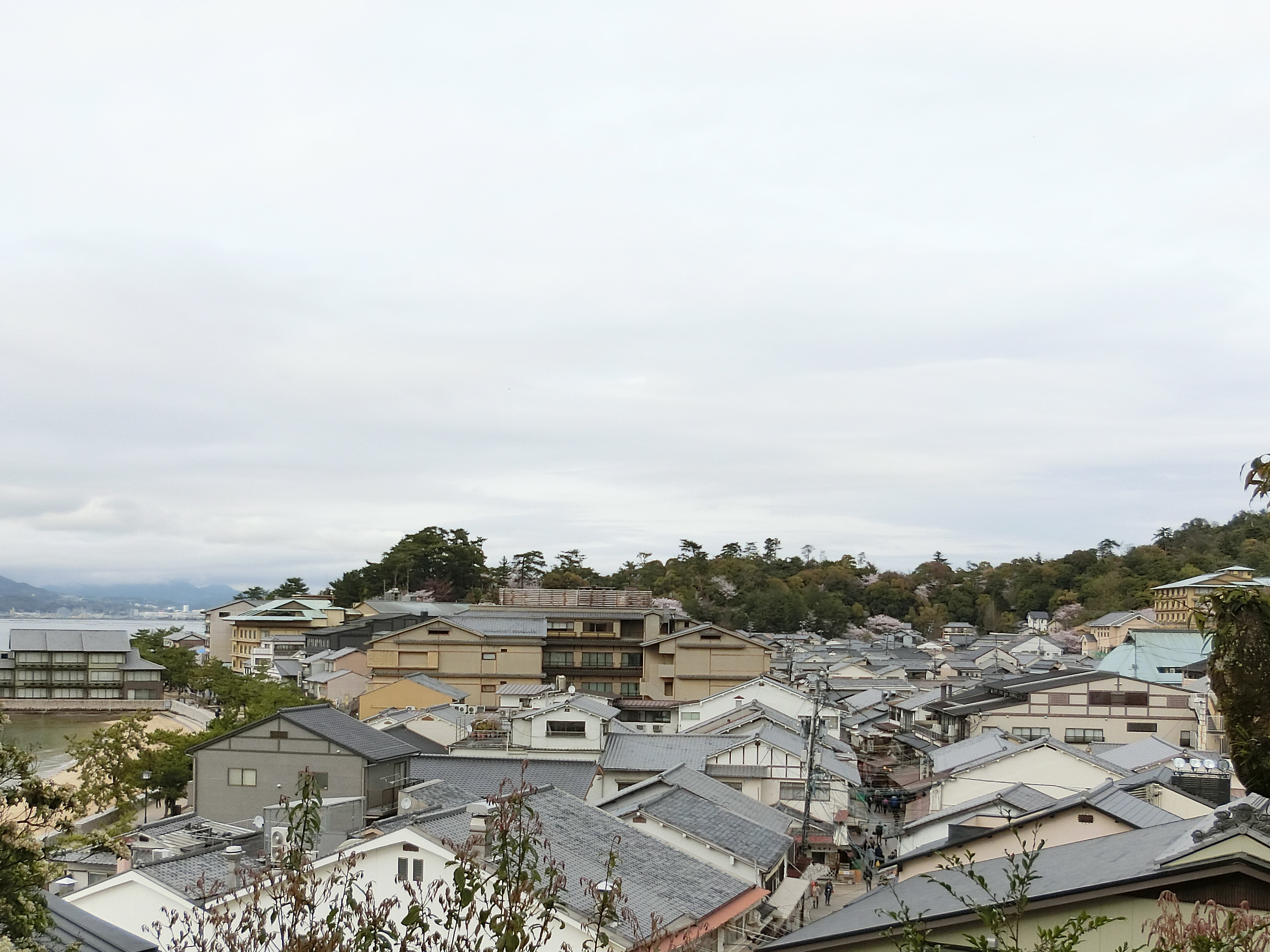
从陶晴贤本阵遗址（塔之岡）俯瞰宫尾城遗址的远景
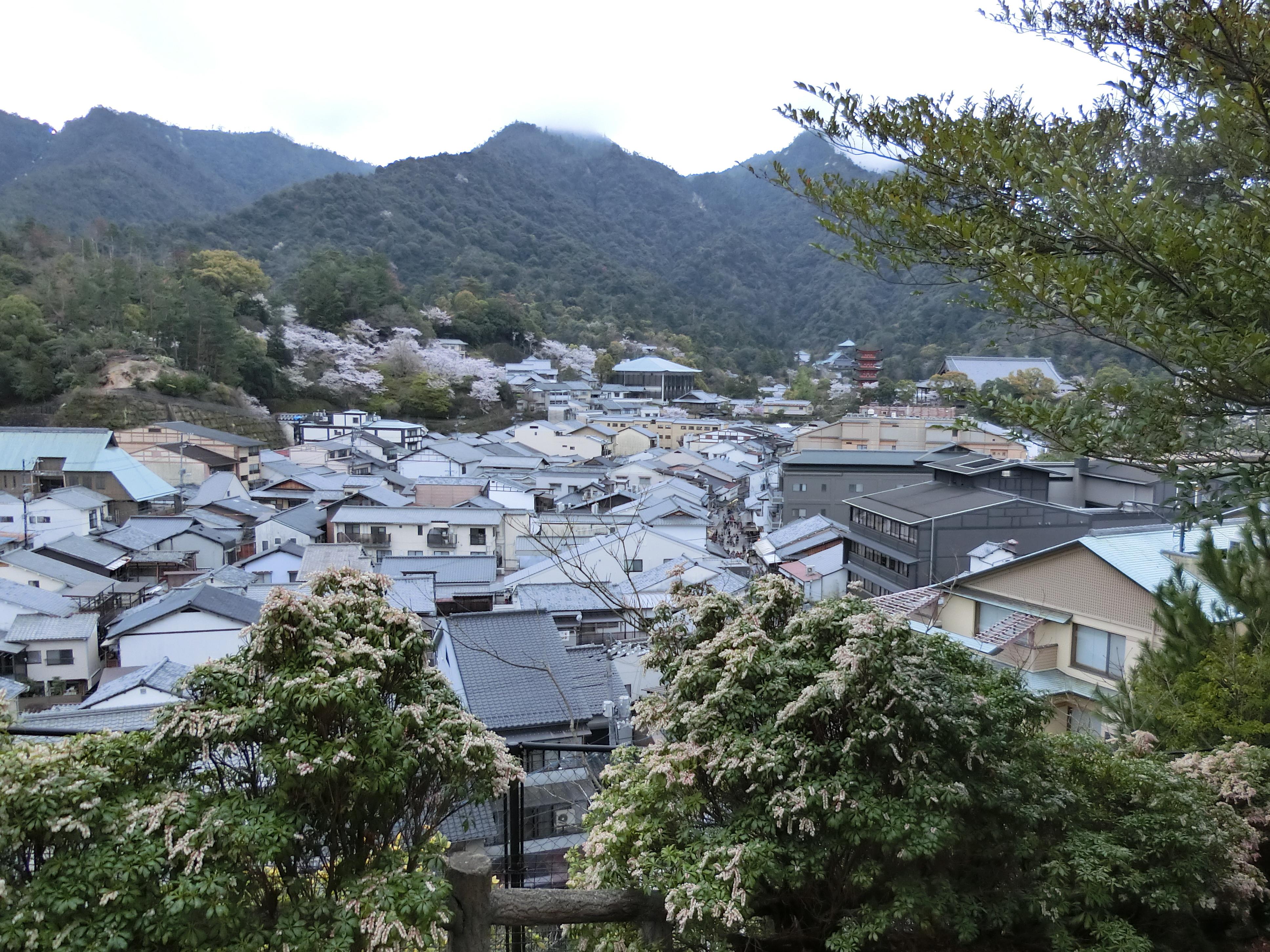
从宫尾城遗址俯瞰陶晴贤本阵遗址（塔之岡）的远景。

## 脚注
1. ↑  「廿日市市域内指定文化財一覧表」 （页面存档备份，存于）廿日市市公式HP

## 外部連結
- 坪井元政（日语：坪井元政）
- 嚴島之戰
- 毛利元就
- 陶晴賢